# 日本阳明学
日本阳明学（日语：／*/?），是在日本发展的阳明学。阳明学是明朝大儒王阳明创立的学说，在明朝传播至了日本列岛。日本阳明学起源自中国明朝姚江学派，但有不同的发展和经历，是阳明学的重要一支，并有自己的特色。日本阳明学对日本的近现代历史进程影响很大，曾是日本现代化的主流思想之一，特别影响了倒幕运动、明治维新等重大事件。阳明学也对日本武士道的发展颇有影响。阳明学是中国古代哲学思想自朱子学之后唯一一次能全面影响日本的學說，是日本明治维新的主要精神来源。

## 历史
阳明学自明朝中后期传入日本。据称日本僧人会庵来中国游历，研习了阳明学，回到日本后，为阳明学在日本的首个传播者，当时会庵已是87岁高龄。而明朝中期，未施行海禁之前，已有王阳明著作通过贸易商船输入日。日本另有坊间传闻，明朝中后期倭寇在中国东南沿海横行，王阳明的影响亦随倭寇入日本。
日本的安土桃山時代，阳明学已在日本出现并进一步发展。著名学者如中江藤树，已深研王阳明的著作。有中江藤树有“近江圣人”之称，一般被认为是日本阳明学开山鼻祖。
明亡后，明遗民朱舜水东渡日本。水户藩二代藩主德川光国对朱舜水敬以师礼，并深受其“实学”、“尊王攘夷”、“大义名分”思想的影响。朱舜水为王阳明同鄉，熟悉王阳明的学说，故而在日本进一步传播了阳明学。
江戶時代中期，已有日本儒学学者全面比较朱子学和阳明学，并完整注疏王阳明的《传习录》。《王文成公全书》或称《王阳明全书》已在日本流行。
德川幕府晚期，日本阳明学已有自己特色，并一举崛起，成为日本显学。在宽政年间（1789—1800），日本阳明学在幕府意识形态领域获得支配地位。阳明学在幕府中下武士阶层中非常流行。很多对日本近现代历史进程有重大影响的人物都是阳明学信徒，或学习过《传习录》，或对阳明学非常推崇。在明治维新前夕，著名的日本阳明学信徒不下百人。日本阳明学者对明治维新促进很大。

## 重要人物
阳明学信徒：
- 大鹽平八郎
- 西乡隆盛
- 吉田松陰，征韓論提出者
- 高杉晋作
- 熊泽蕃山
- 佐久間象山
- 山田方谷，日本“农商出身的阳明学者”、“企业重组的天才”[5]
- 山县有朋，日本现代陆军创始人
- 涩泽荣一，日本现代企业之父
- 福泽谕吉，日本启蒙思想家，“脱亚入欧”论提出者
- 伊藤博文，日本首任内阁总理大臣

深受阳明学影响者：
- 东乡平八郎[6]
- 三島由紀夫
- 稻盛和夫[3]

阳明学家：
- 三輪執齋
- 井上哲次郎
- 冈田武彦

## 重要著作
- 江戶时代中期，學者三輪執齋，著有《標註傳習錄》（巻之上、中、下、附録，4冊） （页面存档备份，存于）。
- 日本幕末時期有佐藤一齋，著有《傳習錄欄外書》，颇得通行。
- 井上哲次郎，著有《日本陽明學派之哲學》，詳述陽明學自江户时代至明治時期的傳承[7]。
- 高瀬武次郎，著有《日本之陽明學》，列出從江户到明治時期的31位日本陽明學者的生平和思想[8]。